# Batalla del río Yalu (1904)
La batalla del río Yalu, (japonés: 鴨緑江会戦, Ōryokkō Kaisen; 30 de abril - 1 de mayo de 1904) fue la primera batalla terrestre importante durante la guerra ruso-japonesa. Se libró cerca de la aldea Wiju (actual Uiju, Corea del Norte), en la parte baja del río Yalu, en la frontera entre Corea y China.

## La situación de Rusia
La estrategia del jefe ruso en el Lejano Oriente, general Aleksei Kuropatkin, era limitarse a hostigar a los japoneses en acciones defensivas, a la espera de que le llegasen suficientes refuerzos en el Ferrocarril Transiberiano para tomar la iniciativa. Se había calculado que se necesitarían por lo menos seis meses para reunir sus fuerzas indispensables. También había recibido órdenes estrictas de no obstaculizar el progreso de Japón a través de Corea del virrey Yevgueni Alekséyev, para mantener la línea en el río Yalu, y evitar que los japoneses cruzasen a Manchuria. Mientras que Alekséyev deseaba vencer cuanto antes a los japoneses en un choque decisivo, Kuropatkin, que apreciaba más la capacidad militar nipona, propugnaba una estrategia más prudente y defensiva.
El 22 de abril de 1904, Kuropatkin envió el Destacamento Oriental al mando del teniente general M. I. Zasúlich con dieciséis mil soldados de infantería, cinco mil de caballería y unas sesenta y dos piezas de artillería a realizar una acción dilatoria en la orilla norte del río Yalu.Sin embargo, la fuerza de Zasulich estaba dispersa en un frente de más de doscientos setenta kilómetros, mientras que el ejército japonés podía concentrar sus fuerzas en un solo punto de la línea rusa a voluntad. Por otra parte, el general Zasúlich no tenía la capacidad marcial de los japoneses en gran estima. La mayor parte de las fuerzas rusas se dispuso cerca de Wiju, bloqueando el camino principal de Corea a Manchuria. Pequeños destacamentos de vigilancia fueron apostados en las orillas del río, aguas arriba y abajo de Wiju.

## La situación de Japón
Tras el éxito de la Armada Imperial Japonesa en la batalla de Chemulpo el 9 de febrero de 1904, el camino quedó despejado para que el Ejército Imperial Japonés enviara al 2.º, al 12º, y las divisiones de Guardias del 1º Ejército Japonés, comandadas por el General de División, Barón Tamemoto Kuroki, en Corea. La fuerza total japonesa era de 42.500 hombres. El 1 º Ejército japonés avanzó rápidamente hacia el norte desde Chemulpo (actual Incheon), con unidades avanzando a Pyongyang el 21 de febrero de 1904 y Anju el 18 de marzo. Habiendo aprendido lecciones de la logística y el transporte de la guerra sino-japonesa, el ejército japonés contrató a unos 10.000 trabajadores locales, con salarios muy por encima del estándar local, y pagó también por cualquier comida y suministro adquiridos localmente. Esto contrastaba enormemente con el comportamiento de las tropas rusas en el norte de Corea.
Al tomar el puerto de Chinampo (moderna Nampo, Corea del Norte) en la desembocadura del río Taedong, fuera de Pyongyang, con el deshielo de primavera, los japoneses pudieron desembarcar a los demás componentes del 1.er Ejército para el 29 de marzo.

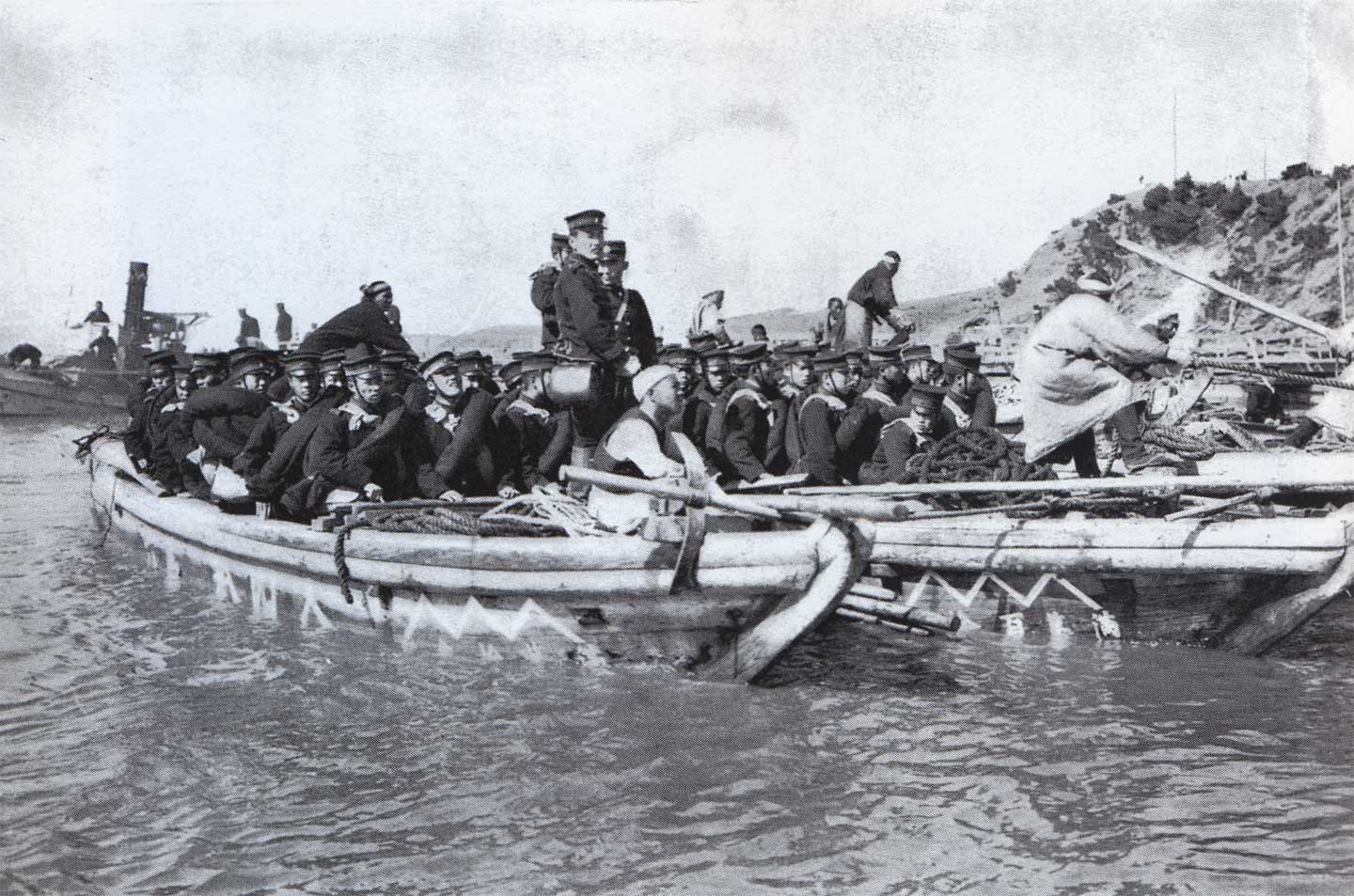
Tropas japonesas desembarcando en Nampho.

Para el 21 de abril de 1904, el 1.er Ejército japonés estaba acantonado y oculto al sur de Wiju. Los japoneses ocupaban la orilla sur del río Yalu, en las mismas posiciones que ocupaban en agosto de 1894. Gracias a la inteligencia suministrada por exploradores japoneses disfrazados de pescadores coreanos, los japoneses conocían las ubicaciones exactas del despliegue ruso, ya ye estos no hicieron ningún esfuerzo por ocultar sus posiciones. A 23 de abril, los japoneses conocían el diseño de la línea de trincheras de Rusia y los detalles de las posiciones defensivas alrededor de la zona de Antung. La inteligencia nipona fue realmente efectiva, acertando prácticamente con la estimación de tropas y armamento del ejército ruso. Mientras tanto, los japoneses hicieron todo lo posible por mantener ocultas sus posiciones. Utilizaron pantallas de forraje, mijo y arbustos para ocultar la actividad militar, así como las carreteras, la artillería y otros equipos.

## Preludio

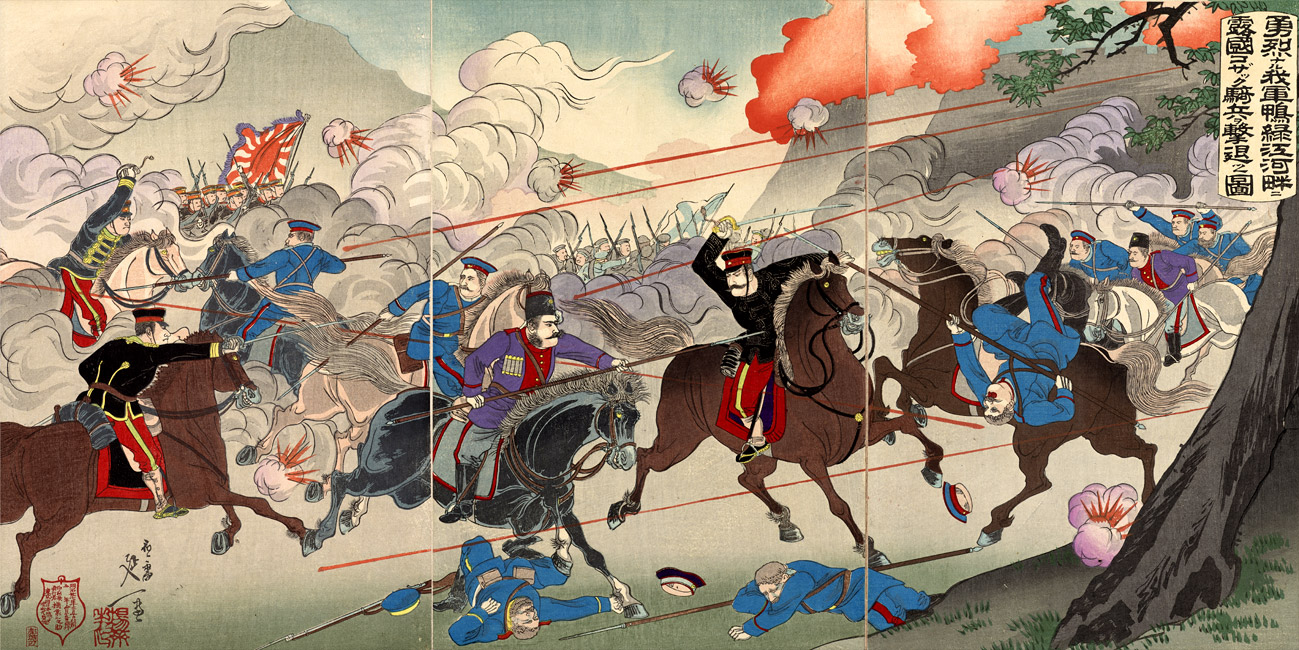
"Grabado de nuestras valerosas fuerzas armadas rechazando a la caballería de los cosacos rusos en la ribera del río Yalu" de Watanabe Nobukazu (1874-1944), marzo de 1904.

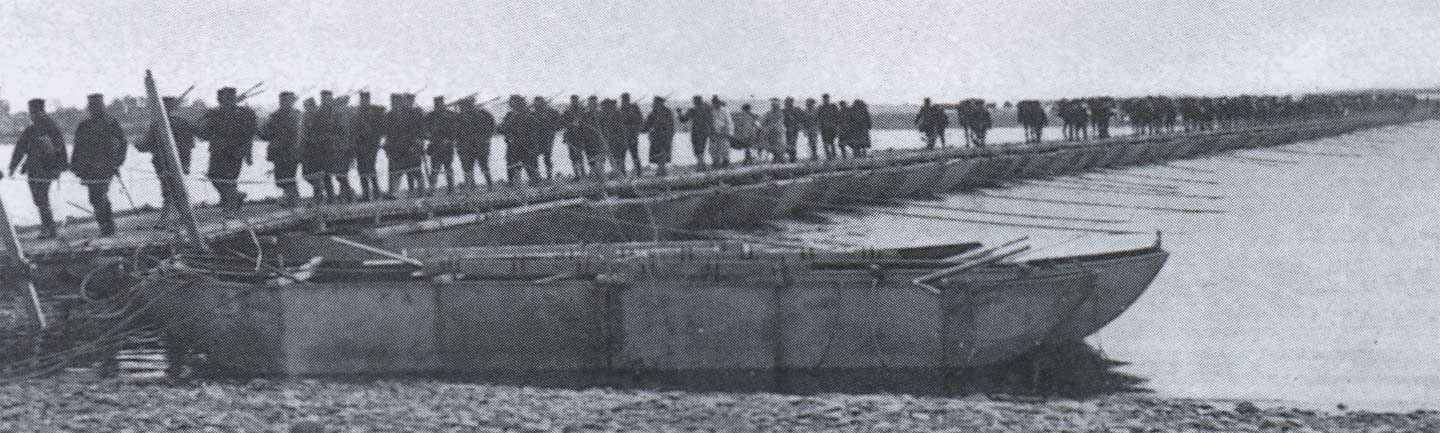
Las tropas japonesas cruzando el río Yalu.

El preludio de la acción principal tuvo lugar a las 21:45 horas, en la noche del 25 de abril de 1904, cuando dos batallones de la 2.ª División japonesa tomaron dos islas en el río Yalu sin oposición. Tras ser reforzados a las 04:00 horas del 26 de abril por unidades de la División de la Guardia y un breve tiroteo, el puesto avanzado de observación ruso se retiró a las líneas principales en la orilla norte.
Los ingenieros japoneses calcularon que diez puentes de 1.490,50 metros serían necesarios para atravesar el río. Una tercera parte eran pontones prefabricados de acero que pesaban 100 libras cada uno. El resto se construyó con recursos locales. A plena vista de las posiciones rusas, los japoneses comenzaron la construcción de un terraplén a través del río Yalu, que fue blanco inmediato de dos baterías rusas. Mientras los rusos se hallaban comprometidos en esta acción, los japoneses prepararon otros nueve puentes, que podían desplegarse de inmediato para un asalto rápido a través del río en otros lugares del frente.
Una vez que las islas del centro del río estuvieron aseguradas, el general Kuroki ordenó una finta en la parte baja del río Yalu, donde las cañoneras japoneses atacaron a destacamentos cosacos en la desembocadura del río. Esto convenció al general Zasulitch de que el ataque japonés principal recaería en los alrededores de la ciudad de Antung, y concentró sus fuerzas allí.
Kuroki fue así capaz de maniobrar contra el débil flanco izquierdo ruso, desplegando la 12.ª División y la División de la Guardia a lo largo del río Yalu en un punto vadeable. Los rusos observaron estos movimientos con inquietud y el general Kashtalinsky informó al general Zasulitch de que los japoneses estaban a punto de asaltar su posición, la cual estaba en peligro de ser flanqueada. Pero Zasulitch prefirió hacer caso omiso de estos informes, pensando que el ataque era solo una distracción y reasignó un solo batallón con cuatro cañones para hacer frente a la amenaza. Zasulitch seguía convencido de que el ataque principal japonés recaería en Antung, donde mantuvo su fuerza principal, así como sus reservas.

## La batalla

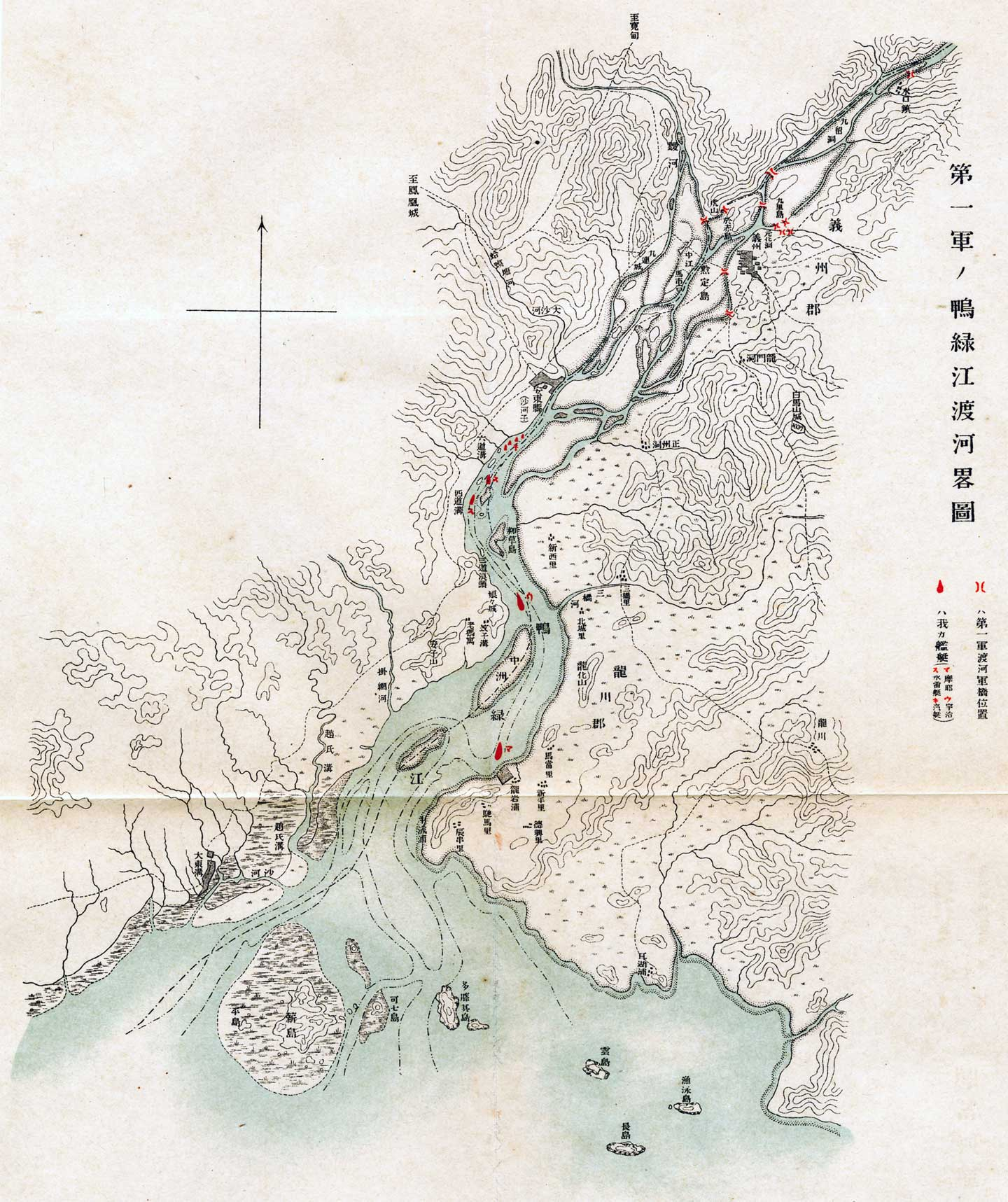
Mapa del cruce del Yalu por el Ejército japonés.

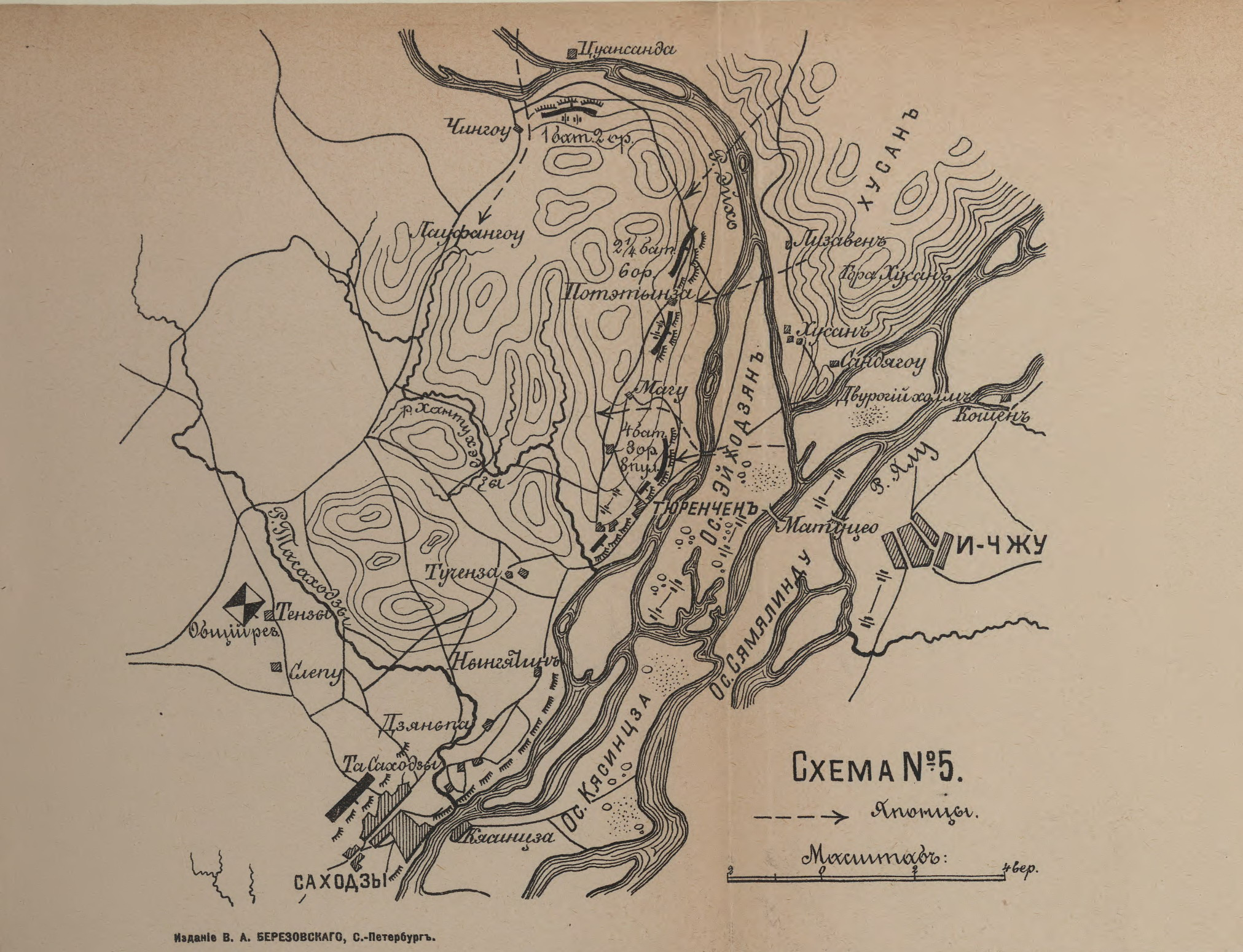
Mapa ruso de las posiciones del destacamento oriental y del avance japonés.

El ataque principal japonés comenzó en la madrugada del 27 de abril de 1904. A las 03:00 horas, el resto de la 12.ª División había cruzado el río y avanzaba en tres columnas. Mientras que la 12.ª División japonesa avanzaba por el flanco derecho, la División de Guardias ocupaba el centro del despliegue. A las 04:00, la artillería de la división de la guardia estaba dentro del alcance de las líneas rusas. El ejército japonés primero continuó su avance en tres columnas y atravesó el Yalu antes de la medianoche del 29 con muy poca oposición. La limitada visibilidad  enmascaró los movimientos japoneses de la observación rusa. Cuando finalmente se levantó la niebla, sobre las 05:00, la artillería japonesa abrió fuego sobre las posiciones rusas.
La 2.ª División tomó posición en el centro, avanzando por los terraplenes recién construidos que conducían desde la ciudad de Wiju y atrapando así a los rusos en un movimiento de pinza en la aldea de Chuliengcheng, en el lado manchú del río Yalu, frente a Wiju. A las 10:00 horas, los rusos estaban en plena retirada, tratando el ejército nipón de cortar su vía de escape hacia Fenghuangcheng, al norte.
Los japoneses tenían una serie de obuses de 4,7 pulgadas, hechos a medida por Krupp, que utilizaron con un efecto devastador sobre las posiciones rusas. A la luz de estos acontecimientos, el general Zasulitch fue muy presionado por su personal a retirarse a una posición más defendible. Sin embargo, el general se negó a ceder, e incluso envió un telegrama al zar en San Petersburgo, informándole que la victoria estaba próxima. Optó por ignorar una orden de retirada escalonada del general Kuropatkin (confirmada por el jefe del Estado Mayor de Kuropatkin, el general V.V. Sakarov).
El General Kuroki había planeado continuar el avance de la 12ª División para envolver el flanco izquierdo ruso. Sin embargo, ahora que la artillería enemiga había sido neutralizada, decidió emprender un asalto simultáneo contra la División de la Guardia y la 2ª División. Fue en este punto donde los japoneses encontraron la primera resistencia seria de las líneas rusas. El avance de la 2.ª División fue interrumpido durante un tiempo, y de haber contado los rusos con algunas piezas de artillerías intactas, el resultado podría haber sido diferente. Los rusos fueron expulsados de sus trincheras con graves pérdidas, y los supervivientes se retiraron a las cimas de las colinas, la posición a la que los asesores de Zasulitch lo habían instado sin éxito a retirarse previamente.  Durante la retirada, se realizó un contraataque por elementos del 12º Regimiento de Fusileros siberianos, que fue diezmado y abrió aún más las brechas en las líneas rusas.
La posición de Rusia se tornó completamente insostenible, y las formaciones restantes estaban en peligro de ser cercadas. El General Zasulitch dio orden de retirarse. El 11.º Regimiento de fusileros siberianos, que estaba cubriendo la retirada, fue rodeado por los japoneses y sufrieron grandes bajas durante su repliegue. Con la aparición de la 12ª División japonesa, el flanco izquierdo ruso entró en pánico y colapsó.
A las 17:30 del 1 de mayo de 1904, los restos del Destacamento Oriental de Rusia se rindieron o escaparon hacia Fenghuangcheng por el norte y la batalla por el río Yalu llegó a su fin.

## Resultado
La batalla del río Yalu terminó con la victoria de Japón. La lucha contra los rusos había costado a los japoneses 1036 muertos y heridos de una fuerza total de 42 500 del 1.er Ejército. El Destacamento Oriental Ruso sufrió 2700 bajas en general, incluyendo alrededor de 500 muertos, 1000 heridos, 600 prisioneros y la pérdida de 21 de 24 cañones de campaña.

## Importancia
La batalla del río Yalu fue la primera campaña terrestre importante de la guerra ruso-japonesa. La derrota del Destacamento Oriental Ruso eliminó la percepción de que los japoneses serían un enemigo fácil, de que la guerra sería corta y de que Rusia obtendría en ella una victoria aplastante.